# Sierra del Chocolate
La sierra del Chocolate  es un cordal montañoso localizado en el condado de Imperial y Riverside en el desierto del Colorado en el sur de California. La sierra se extiende por más de 100 km en dirección noroeste-suroeste y se ubican al este del mar de Saltón y al sur y oeste de la sierra de Chuckwalla y del río Colorado. Al noroeste de la sierra se encuentra la sierra de Orocopia.

## Geografía
La sierra se ubica a 48 km al oeste de la sierra del Chocolate de Arizona, pero las dos sierras no se conectan. El cordal montañoso alcanza una altura de 754 m en el monte Barrow y forma parte de la divisoria de agua para la cuenca de Saltón al oeste.
La sierra recibe muy poca lluvia a lo largo del año, aproximadamente 100 a 150 mm. 

## Geología
La sierra está compuesta por rocas del Precámbrico e intrusiones del Mesozoico.